# Reproducere vegetativă

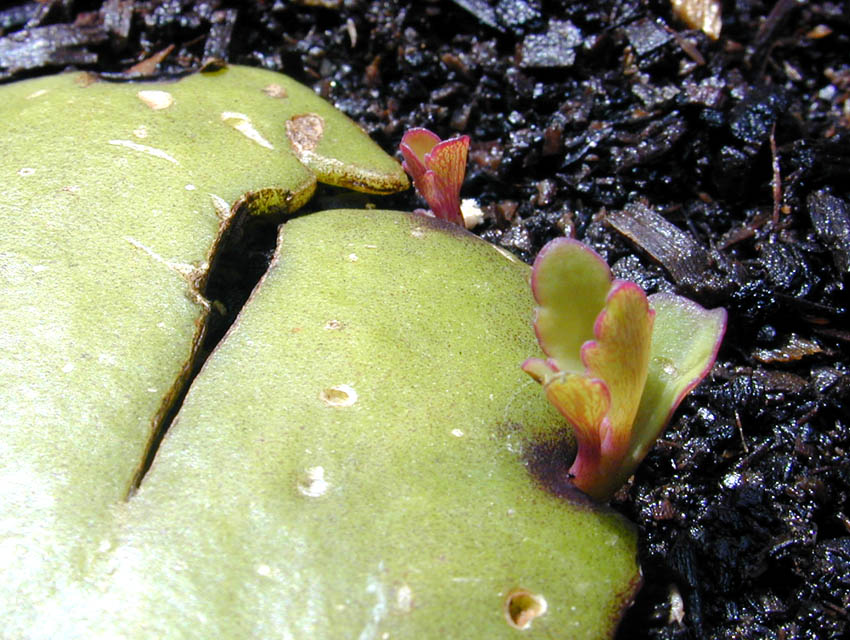
Producerea de noi indivizi de-a lungul marginii frunzei plantei Kalanchoe pinnata.

Reproducerea vegetativă (cunoscută și sub denumirea de propagare vegetativă, multiplicare vegetativă sau clonare) este orice formă de reproducere asexuată care apare la plante și în care o nouă plantă crește dintr-un fragment sau butaș al plantei părinte sau din structuri de reproducere specializate, care sunt uneori numite propagule vegetative.
Multe plante se reproduc în mod natural în acest fel, dar procesul poate fi indus și artificial. Reproducerea vegetativă naturală include stolonii, rizomii, tuberculii și bulbii, în timp ce cea artificială include butășirea, altoirea și marcotajul.
Horticultorii au dezvoltat tehnici asexuate de propagare care folosesc propagule vegetative pentru a înmulți plantele. Ratele de succes și dificultatea de propagare variază foarte mult. Monocotiledonatele nu au de obicei un cambiu vascular, ceea ce le face mai dificil de propagat.

## Caracteristici
Propagarea plantelor este procesul de înmulțire a unei specii vegetale sau a unor soiuri și poate fi sexuată sau asexuată. Se poate realiza prin utilizarea părților vegetative ale plantelor, cum ar fi frunzele, tulpinile și rădăcinile pentru a produce noi plante sau prin creșterea din părți vegetative specializate ale plantelor. 
În timp ce multe specii vegetale se reproduc prin reproducere vegetativă, rareori folosesc exclusiv această metodă pentru a se înmulți. Reproducerea vegetativă nu este avantajoasă din punct de vedere evolutiv; aceasta nu permite diversitatea genetică și poate induce acumularea unor mutații dăunătoare. Reproducerea vegetativă este favorizată atunci când permite plantelor să producă mai mulți descendenți decât ca urmare a reproducerii prin intermediul semințelor. În general, puieții unei plante sunt mai ușor de înmulțit vegetativ.

## Mecanisme
Țesutul meristematic este cel care face posibil procesul de reproducere asexuată. Se regăsește în mod normal în tulpini, frunze și vârfuri ale tulpinilor și rădăcinilor și constă din celule nediferențiate care se divid în mod constant, permițând creșterea plantelor și dau naștere sistemelor de țesuturi ale plantelor. Capacitatea țesutului meristematic de a se divide continuu permite înmulțirea vegetativă. 

## Vezi si
- Micropropagare
- Reproducere asexuată